# Ortaggio

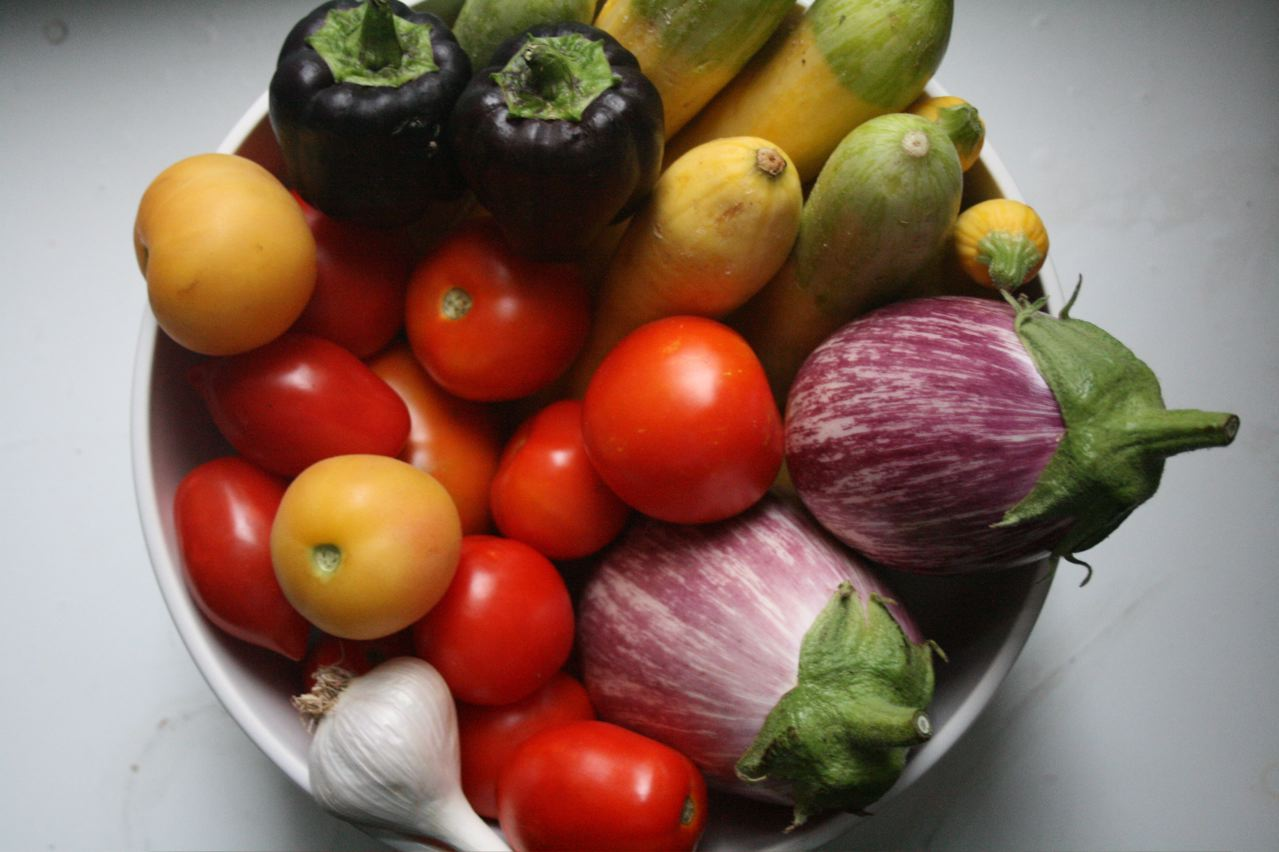
Alcuni ortaggi (peperoni, zucchine, melanzane, pomodori e aglio)

Per ortaggio si intende il prodotto dell'orto. Se utilizzati per l'alimentazione, gli ortaggi possono apportare buone quantità di vitamine, sali minerali, oli essenziali ed enzimi importanti per l'organismo.
Per piante ortive si intendono le piante destinate a produrre gli ortaggi.

## Classificazione
Esistono quattordici chiavi per la classificazione degli ortaggi, tra le quali la classificazione botanica, l'adattamento alle condizioni climatiche, la durata del ciclo vitale, il contenuto di fibra alimentare, la tolleranza alla frigoconservazione, la profondità delle radici.
A seconda della parte della pianta usata nell'alimentazione, gli ortaggi si dividono in:
- ortaggi a frutto: cetriolo, carosello, pomodoro, zucchina, zucche, peperone, melanzana, okra o gombo ricchi di zuccheri e sali minerali;
- ortaggi a fiore: carciofo (ortaggi ricchi di ferro e vitamina C), cavolfiore, broccolo;
- ortaggi da seme: legumi (fava, pisello, fagiolo, lenticchia, cece, cicerchia, lupino, fagiolini) ricchi di amido e proteine;
- ortaggi a foglia: lattuga, radicchio, indivia, borragine, spinacio, rucola, catalogna, cavolo, bietola, cicoria, poco calorici;
- ortaggi da fusto: sedano, finocchio, prezzemolo, cardo, asparago; l'asparago selvatico cresce spontaneamente in primavera;
- ortaggi da radice: ravanello, carota, pastinaca, barbabietola, rapa, navone;
- ortaggi da tubero: patata, topinambur, ossalide tuberosa;
- ortaggi da bulbo: cipolla, aglio, scalogno, porro, cipollotto.

Dopo la raccolta gli ortaggi subiscono un calo di vitamine, anche se la conservazione è refrigerata, dovuto all'interruzione della loro attività metabolica: questo calo è proporzionato al tempo trascorso tra la raccolta e il consumo.
Dal punto di vista gastronomico, gli ortaggi sono considerati verdura.

## Cottura
Gli ortaggi possono essere cucinati con diversi sistemi di cottura:
- bollitura
- al vapore
- frittura
- alla griglia
- con gratinatura
- in forno
- sottovuoto a bassa temperatura
- cotti gli uni dentro gli altri.
- cotti gli uni sotto agli altri

## Conservazione
Le innovazioni tecnologiche (bassa temperatura, alta temperatura, confezionamento, eccetera) nel corso della storia hanno permesso di conservare gli ortaggi. Tali innovazioni ne hanno permesso il loro trasporto ed accessibilità di consumo in zone diverse del pianeta.
Si iniziò a classificare gli ortaggi anche in base al termine "Gamma" a seconda del processo tecnologico.
Gli ortaggi di IV, ad esempio, sono ortaggi di filiera controllata, selezionati, eventualmente tagliati (porzionati o dimensionati), lavati, asciugati e confezionati già pronti al consumo.
Gli ortaggi di V gamma sono ortaggi di filiera controllata, selezionati, eventualmente tagliati (porzionati o dimensionati), lavati, asciugati, cotti e confezionati già pronti al consumo.
Questi sono i sistemi di conservazione conosciuti:
- in scatola - precedentemente sottoposti a pastorizzazione e sterilizzazione;
- refrigerazione - in celle a temperature tra i 4 °C e gli 8 °C con giusta umidità oppure congelazione/surgelazione esclusivamente per determinati ortaggi;
- sottaceto - ortaggi conservati in aceto ed aromi diversi;
- quarta gamma - così definito il sistema che prevede il lavaggio ed il confezionamento dei prodotti in buste, pronte per farli consumare entro 5/6 giorni;
- concentrazione - utilizzato per i pomodori;
- essiccamento - utilizzato soprattutto per i legumi e pomodori.

Il lavaggio rappresenta una serie di procedure quali il prelavaggio dei vegetali interi, il lavaggio dei vegetali tagliati e il risciacquo. 
Il prelavaggio effettuato con acqua corrente ha lo scopo di assicurare una preliminare pulizia dei di ortaggi e frutta con lo scopo di allontanare eventuali residui di pesticidi, terreno, detriti.
Inoltre, questa prima operazione dovrebbe ridurre l'effetto meccanico e dilavante dell'acqua, nonché la carica microbica, abbassare la temperatura del vegetale.